# Éva Csernoviczki
Éva Csernoviczki (* 16. Oktober 1986 in Tatabánya) ist eine ungarische Judoka. Sie gewann zehn Medaillen bei Europameisterschaften, davon zwei Goldene. 2012 gewann sie als bislang einzige ungarische Judoka eine olympische Medaille. Die 1,60 m große Athletin tritt im Superleichtgewicht (bis 48 kg) an.

## Karriere
Csernoviczki belegte 2002 den dritten Platz bei den Kadetten-Europameisterschaften. 2003, 2006 und 2008 war sie U23-Europameisterin. 2006 gewann sie auch ihren ersten ungarischen Meistertitel, der Zweite folgte 2011. Bei den Europameisterschaften 2008 in Lissabon gewann sie die Bronzemedaille nach einer Niederlage gegen die Französin Frédérique Jossinet. Bei den Olympischen Spielen 2008 gewann sie zwei von vier Kämpfen und belegte den siebten Platz. 2009 gewann sie die Silbermedaille bei den Europameisterschaften in Tiflis, im Finale unterlag sie Frédérique Jossinet. Ebenfalls Silber gewann sie ein Jahr später  bei den Europameisterschaften in Wien hinter der Rumänin Alina Alexandra Dumitru. 2011 erreichte sie in Istanbul zum dritten Mal in Folge das Finale der Europameisterschaften, wie 2010 siegte Dumitru. Bei den Weltmeisterschaften 2011 in Paris gewann Csernoviczki nach einer Niederlage gegen die Brasilianerin Sarah Menezes den Kampf um Bronze gegen die Belgierin Charline Van Snick. Bei den Europameisterschaften 2012 in Tscheljabinsk siegte Csernoviczki in drei Kämpfen, unterlag aber gegen die Französin Laëtitia Payet und erhielt die Bronzemedaille. Ebenfalls Bronze gewann die Ungarin bei den Olympischen Spielen in London: sie unterlag in der zweiten Runde gegen Van Snick, besiegte dann aber in der Hoffnungsrunde zuerst die Chinesin Shugen Wu und dann die Japanerin Tomoko Fukumi. 
Im Finale der Europameisterschaften 2013 in Budapest siegte Éva Csernoviczki vor heimischem Publikum gegen Charline Van Snick und gewann ihren ersten Titel. Ein Jahr später siegte sie im Finale der Europameisterschaften in Montpellier gegen die Französin Amandine Buchard. Die Europameisterschaften 2015 wurden im Rahmen der Europaspiele in Baku ausgetragen, nach einer frühen Niederlage gegen die Russin Irina Dolgowa kämpfte sich Éva Csernoviczki zur Bronzemedaille durch. Bei den Europameisterschaften 2016 in Kasan stand sie wieder im Finale, unterlag aber gegen  Charline Van Snick. Bei den Olympischen Spielen in Rio de Janeiro siegte Csernoviczki nur in ihrem ersten Kampf, nach zwei Niederlagen belegte sie den siebten Platz. Bei den Europameisterschaften 2017 in Warschau erkämpfte Éva Csernoviczki die Bronzemedaille. 2018 erreichte sie bei den Europameisterschaften in Tel Aviv das Finale und erhielt nach ihrer Niederlage gegen die Russin Irina Dolgowa die Silbermedaille. Es war ihre elfte Medaille bei Europameisterschaften in Folge. 2019 schied Éva Csernoviczki sowohl bei den Europameisterschaften als auch bei den Weltmeisterschaften im Achtelfinale aus. Bei den Olympischen Spielen in Tokio verlor sie im Achtelfinale gegen die Japanerin Funa Tonaki.